# Tetraleurodes confusa
Tetraleurodes confusa is een halfvleugelig insect uit de familie witte vliegen (Aleyrodidae), onderfamilie Aleyrodinae.
Tetraleurodes confusa is voor het eerst wetenschappelijk beschreven door Nakahara in 1995. De naam confusa is door Nakahara gekozen, omdat de soort makkelijk te verwarren is met Tetraleurodes perseae.